# لشکر ۵ تفنگداران دریایی
لشکر ۵ تفنگداران دریایی (انگلیسی: 5th Marine Division) لشکر تکاوری سپاه تفنگداران دریایی ایالات متحده آمریکا است، که در سال ۱۹۴۳ تأسیس شد و در سال ۱۹۶۹ منحل گردید.
لشکر پنجم تفنگداران دریایی، یک لشکر رزمی زمینی سپاه تفنگداران دریایی ایالات متحده بود که در ۱۱ نوامبر ۱۹۴۳ (و رسماً در ۲۱ ژانویه ۱۹۴۴) در کمپ پندلتون، کالیفرنیا، در طول جنگ جهانی دوم فعال شد. لشکر پنجم اولین عملیات رزمی خود را در طول نبرد ایوو جیما در سال ۱۹۴۵ انجام داد که در آن بیشترین تعداد تلفات را در بین سه لشکر تفنگداران دریایی سپاه پنجم آبی-خاکی (نیروی تهاجمی) متحمل شد. لشکر پنجم قرار بود بخشی از تهاجم برنامه‌ریزی‌شده به خاک ژاپن قبل از تسلیم ژاپن باشد. نیروهای تهاجمی لشکر پنجم در تقدیرنامه واحد ریاست جمهوری که به خاطر قهرمانی فوق‌العاده در ایوو جیما از ۱۹ تا ۲۸ فوریه ۱۹۴۵ به سپاه پنجم آبی-خاکی اعطا شده بود، گنجانده شدند. لشکر پنجم در ۵ فوریه ۱۹۴۶ غیرفعال شد.
دستور داده شد که لشکر پنجم در ۱ مارس ۱۹۶۶ در کمپ پندلتون، کالیفرنیا، در طول جنگ ویتنام دوباره فعال شود. انتظار می‌رفت این لشکر، که با فعال شدن مجدد تیم پیاده‌نظام هنگ ۲۶ آغاز شد، ظرف یک سال به‌طور کامل نیرو داشته باشد؛ لشکر پنجم هرگز فرماندهی هنگ ۲۶ تفنگداران دریایی (۲۶ تفنگداران دریایی) را در جنگ بر عهده نداشت. در ماه دسامبر، هر سه گردان پیاده‌نظام ۲۶ تفنگداران دریایی در ویتنام جنوبی به لشکر سوم تفنگداران دریایی پیوستند. تا ژوئن ۱۹۶۷، لشکر پنجم آماده اعزام به هر مکانی بود. هرگز قرار نبود لشکر ۵ به خارج از کشور برود. این یک نیروی آماده بود. اما در فوریه ۱۹۶۸، ژنرال ویلیام وستمورلند، فرمانده نیروهای ایالات متحده در ویتنام جنوبی، به دلیل حمله همه‌جانبه کمونیست‌ها در عید تت درخواست کمک کرد. هنگ ۲۷ تفنگداران دریایی (۲۷ تفنگداران دریایی)، لشکر پنجم تفنگداران دریایی، با ۴۸ ساعت اطلاع قبلی، با ۳۷۰۰ تفنگدار دریایی از طریق هوا منتقل شد. در ماه سپتامبر، این اولین واحد رزمی بزرگ بود که از جنگ ویتنام به خانه بازگشت. لشکر پنجم تفنگداران دریایی رسماً در ۲۶ نوامبر ۱۹۶۹ غیرفعال شد.